# 광주대로
광주대로(Gwangju-daero)는 경기도 광주시 역동 역동사거리와 송정동 밀목사거리를 잇는 경기도의 도로이다.

## 연혁
- 2008년 12월 16일 : 광주대로로 명명

## 주요 경유지
경기도
- 광주시 (역동 · 경안동 · 송정동)

## 노선
| 이름               | 접속 노선                   | 소재지          | 소재지          | 비고            |
| 포은대로와 직결    | 포은대로와 직결             | 포은대로와 직결 | 포은대로와 직결 | 포은대로와 직결 |
| ------------------ | --------------------------- | --------------- | --------------- | --------------- |
| 역동사거리         | 중앙로                      | 광주시          | 경안동          |                 |
| 광주종합버스터미널 | 경안로                      | 광주시          | 경안동          |                 |
| 송정교남단 교차로  | 파발로                      | 광주시          | 송정동          |                 |
| 송정교             |                             | 광주시          | 송정동          |                 |
| 송정교북단 교차로  | 지방도 제338호선 (경안천로) | 광주시          | 송정동          |                 |
| 밀목사거리         | 중앙로 행정타운로           | 광주시          | 송정동          |                 |

## 주요 건물 및 시설
- 광주종합버스터미널 (경기도 광주시 광주대로 30)
- 참조은병원 (경기도 광주시 광주대로 45)
- 르노코리아자동차 서비스코너 경기광주점 (경기도 광주시 광주대로 48)
- 경기광주고용복지플러스센터 (경기도 광주시 광주대로 62)
- 경기고속, 대원고속 (경기도 광주시 광주대로 171)
- 광주하남교육지원청 (경기도 광주시 광주대로 178)
- 국민연금공단 경기광주지사 (경기도 광주시 광주대로 214-1)